# Patinatius ofcolacis
Patinatius ofcolacis är en mångfotingart som beskrevs av Kraus 1966. Patinatius ofcolacis ingår i släktet Patinatius och familjen Odontopygidae. Inga underarter finns listade i Catalogue of Life.